# 中脂䱀
中脂䱀（学名：Liobagrus mediadiposalis），为輻鰭魚綱鯰形目钝头鮠科䱀属的鱼类，為溫帶淡水魚，分佈於亞洲韓國淡水水域，體長可達13.3公分，棲息在底層水域，生活習性不明。